# 1985 : Visiteurs
Pour les articles homonymes, voir 1985 (homonymie).
1985 : Visiteurs (anglais : Marvel 1985) est une bande dessinée écrite par l'écossais Mark Millar et dessinée par l'américain Tommy Lee Edwards, publiée en 2008 par Marvel Comics sous la forme d'une mini-série de six comic books et recueillie l'année suivante en album. La traduction française a été publiée la même année par Panini Comics.
Comme son nom l'indique, 1985 se déroule au milieu des années 1980. Toby, jeune Américain de 13 ans, se rend compte que les personnages dont il dévore les aventures existent vraiment et que des super-vilains se préparent à envahir la Terre.

## Éditions reliées

### Éditions françaises
- 1985 : Visiteurs, Panini Comics, mai 2009, 155 p.  (ISBN 978-2-8094-0762-4).